# Денні Шейс
Деніел Леслі Шейс (англ. Daniel Leslie Schayes, нар. 10 травня 1959, Сірак'юс, США) — американський професіональний баскетболіст, що грав на позиції центрового за низку команд НБА. Син баскетболіста Дольфа Шейса.

## Ігрова кар'єра
На університетському рівні грав за команду Сірак'юз (1977–1981). 
1981 року був обраний у першому раунді драфту НБА під загальним 13-м номером командою «Юта Джаз». Захищав кольори команди з Юти протягом наступних 2 сезонів.
З 1983 по 1990 рік грав у складі «Денвер Наггетс». Саме у Денвері провів свої найкращі роки в НБА.
1990 року перейшов до «Мілвокі Бакс», у складі якої провів наступні 4 сезони своєї кар'єри.
Наступною командою в кар'єрі гравця була «Лос-Анджелес Лейкерс», за яку він відіграв лише частину сезону 1994 року.
З 1994 по 1995 рік грав у складі «Фінікс Санз».
1995 року перейшов до «Маямі Гіт», у складі якої провів наступний сезон своєї кар'єри.
Останньою ж командою в кар'єрі гравця стала «Орландо Меджик», до складу якої він приєднався 1996 року і за яку відіграв 3 сезони.